# Домоткановичский сельсовет
Домоткановичский сельский Совет — упразднённый сельский Совет на территории Клецкого района Минской области Республики Беларусь.
В 2007 году Решением Минского областного Совета депутатов № 30 «Об упразднении Домоткановичского сельского Совета» населённые пункты Домоткановичского сельсовета были переданы в ведение Щепичского сельсовета, а агрогородок Домоткановичи стал административным центром Щепичского сельсовета.

## Состав
Домоткановичский сельсовет включал 5 населённых пунктов:
- Домоткановичи — деревня.
- Жиличи — деревня.
- Орда — деревня.
- Степужичи — деревня.
- Якшичи — деревня.